# Diplocentrus ferrugineus
Espèce
Diplocentrus ferrugineus est une espèce de scorpions de la famille des Diplocentridae.

## Distribution
Cette espèce est endémique du Nuevo León au Mexique. Elle se rencontre vers Aramberri.

## Description
Le mâle holotype mesure 46,4 mm et la femelle paratype 40,0 mm.

## Publication originale
- Fritts & Sissom, 1996 : Two new species of Diplocentrus (Scorpiones: Diplocentridae) from Mexico. Entomological News, vol. 107, no 1, p. 39-48 (texte intégral).